# アサヒフードクリエイト
アサヒフードクリエイトは、東京都墨田区吾妻橋に本店を置いていたレストラン経営業、不動産賃貸業の会社。アサヒグループジャパン株式会社の100%出資の子会社、連結子会社である。レストラン「アサヒビール園」などを運営していた。

## 歴史
創業年は1897年（明治30年）である。
アサヒフードクリエイトとしては、2001年（平成13年）9月に株式会社アサヒビールシステム、株式会社ニューアサヒ、アサヒビールピザスタジオ株式会社が統合してアサヒビールクリエイト（初代）が設立された。
その後、2011年（平成23年）4月1日に旧アサヒフードクリエイト株式会社とアサヒビール園株式会社が合併して新たにアサヒフードクリエイト株式会社が発足した。
2023年（令和5年）7月、アサヒグループホールディングスは外食事業から撤退する方針を決定し、2023年中に廃業することとなり各店舗を売却することになった。
アサヒフードクリエイトは2024年4月30日に解散を決議。同年7月12日に東京地方裁判所から特別清算開始決定を受けた。

## アサヒビール園
2023年10月末でアサヒビール園の経営から完全に撤退したが、事業譲渡後も一部の店舗は「アサヒビール園」の店名を継続する。
- 北海道
  - アサヒビール園羊々亭 - 2023年8月31日でアサヒフードクリエイトによる営業終了[9]。同年9月1日以降はコロワイド/レインズインターナショナル系の「株式会社Beer Thirty」が「ジンギスカン 羊々亭 札幌本店」の店名で運営を引き継いでいる[9][10]。
  - アサヒビール園白石はまなす館 - 2023年8月31日でアサヒフードクリエイトによる営業終了[11]。同年9月1日以降はコロワイド/レインズインターナショナル系の「株式会社Beer Thirty」が運営を引き継いでいる[10][11]。
  - アサヒビール園白石ロイン亭 - 2023年10月31日で閉店[12]。
- 福島県
  - アサヒビール園福島本宮店 - 2023年10月30日でアサヒフードクリエイトによる営業終了[13]。スピネットワールドが「アサヒビール園福島本宮店」の店名を継続して経営を承継[8]。営業再開日は同年12月4日を予定[14]。
  - アサヒビール園福島四季の里店 - 2023年10月31日でアサヒフードクリエイトによる営業終了[15]。事業譲渡先は未定となっている[8]。
- 神奈川県
  - アサヒビール園神奈川・足柄店 - 2002年7月開店、2022年9月30日閉店[16]。
- 愛媛県
  - アサヒビール園伊予西条店 - 1998年7月開店、2022年9月30日閉店[17]。
- 福岡県
  - アサヒビール園博多店 - 2023年10月31日で閉店[18]。